# Mezinárodní federace stolního tenisu
Mezinárodní federace stolního tenisu (zkratka ITTF - International Table Tennis Federation) je zastřešující organizací jednotlivých národních svazů sdružujících hráče stolního tenisu. ITTF má v současné době 218 členských organizací a sídlí v Lausanne ve Švýcarsku. Je členem v organizacích IOC (MOV), ASOIF a SportAccord.

## Význam organizace
Činnost ITTF spočívá v několika oblastech:
- pořádání mezinárodních turnajů – sem spadá každé dva roky (od roku 1926) konané mistrovství světa, každoroční (od roku 1980) světový pohár. Za jednu z klíčových oblastí jsou považovány také mezinárodní turnaje v juniorských kategoriích. Turnaje, jejichž pořadatelem není přímo ITTF, jsou klasifikovány a na základě této klasifikace je určován jejich vliv na postavení zúčastněných hráčů v žebříčku IITF.
- sestavování mezinárodních žebříčků – v rámci této činnosti IITF shromažďuje výsledky turnajů a na jejich základě sestavuje pořadí hráčů, které je následně používáno pro nasazování do dalších turnajů. Žebříčky jsou sestavovány a zveřejňovány v intervalu jednoho měsíce na stránkách IITF (vizte externí odkaz níže v tomto článku)
- určování pravidel – podobně jako řada jiných sportů, též stolní tenis byl značně ovlivněn vývojem nových hracích materiálů i tréninkových metod, což posouvalo převažující „optimální“ herní styl. Několikrát došlo během existence IITF k situaci, kdy bylo žádoucí změnou pravidel podpořit sportovně i divácky atraktivní styl hry. Některé tyto změny jsou popsány v následujícím odstavci.

Jako součást péče o historii sportu i zajímavost provozuje ITTF v Lausanne také muzeum historie stolního tenisu.

## Historie
V roce 1926 u příležitosti mezinárodního turnaje ve stolním tenise v Berlíně byla založena federace stolního tenisu – budoucí ITTF. Kromě domácího Německa se zakládajícími členy stalo také Rakousko, Švédsko a Maďarsko.
Ihned v roce 1926 se konalo první mistrovství světa, na kterém byly uděleny medaile v kategoriích mužská dvouhra, mužská čtyřhra, mužské týmy, ženská dvouhra a smíšená čtyřhra (poslední dvě kategorie byly zpočátku považovány spíše za raritu, teprve postupně získaly prestiž srovnatelnou s ostatními kategoriemi). Od roku 1928 přibyla i ženská čtyřhra, od roku 1934 také soutěž ženských týmů.
Ve třicátých letech řešila ITTF první zásadní problém, kterým bylo stanovení maximální délky trvání setu a zápasu. Zavedením pravidla o časovém limitu byla úspěšně vyloučena sportovně i divácky "nezáživná" situace, kdy se setkali za stolem dva výhradní obranáři, kteří byli schopní si „pinkat“ v podstatě neomezeně dlouho. Druhý problém z počátků stolního tenisu přinesl tzv. "fingerspin" – neboli „cvrnkané podání“. To poskytovalo podávajícímu hráči neúměrnou výhodu a velice ztěžovalo jeho příjem. Následoval celkem logický zákaz. Podání bylo během 20. století omezováno pravidly ještě několikrát, protože situace, kdy hráč vyhrává díky tomu, že soupeři je příliš ztížena možnost „přečíst“ rotace u jeho podání, má záporný vliv na atraktivitu hry.
V roce 1957 bylo rozhodnuto o konání mistrovství světa v intervalu dvou let na místo dřívějšího každoročního konání. Důvodem byl i fakt, že těžiště světového stolního tenisu se v té době přesouvalo z Evropy do východní Asie a financování každoročních výjezdů na mistrovství se pro některé chudší národní asociace stalo problémem.
Vedená snahou o větší atraktivitu hry, provedla i v sedmdesátých a osmdesátých letech ITTF několik dalších úprav pravidel. Hlavní z těchto úprav souvisela s požadavkem různých barev potahů na obou stranách pálky. Šlo zejména o reakci na vývoj nových potahů typu "antitopspin" či "tráva", které mají oproti nejčastějším potahům typu "soft" podstatně odlišné a pro většinu hráčů nezvyklé herní vlastnosti. Tím se zamezilo situaci, kdy hráč používá pálku s rozdílnými typy potahů na obou stranách, které by ale byly stejné barvy a tudíž obtížně "čitelné" pro soupeře.
Významné změny v pravidlech byly provedeny v roce 2000:
- míček byl zvětšen z průměru 38 mm na 40 mm, čímž se mírně snížila jeho rychlost i rotace – což bylo vedeno zejména snahou prodloužit výměny u převládající agresivní útočné hry
- počet bodů v setu se snížil z 21 na 11, počet podání jednoho hráče v řadě z pěti na dvě
- ze seznamu povolených potahů pálky byly odstraněny některé „záludné“ potahy, jejichž reakce jsou pro soupeře příliš obtížně "čitelné" – především některé tzv. hladké „trávy“ (tj. potahy s delšími ohebnými vroubky na povrchu, které víceméně nekontrolovatelně "obracely" rotace míčku)
- způsob podání byl upraven tak, aby se zamezilo zakrývání servisu při kontaktu s pálkou, a tím byla dána přijímajícímu hráči reálná možnost "číst" rotace míčku. Současně zůstala v platnosti pravidla o podávání z otevřené dlaně, o nadhazování míčku při podání nejméně 16 cm, o podávání za zadní čárou stolu, atp. V platnosti samozřejmě zůstala též podstatná část jiných pravidel, např. pravidlo o časovém limitu (které ovšem při dnešním závodním stylu hry bývá nutné použít jen zcela výjimečně).

Stolní tenis patří k nejrozšířenějším sportům, dlouhá léta chyběl na programu Olympijských her, což se ITTF snažila změnit. Tato snaha byla nakonec úspěšná a stolní tenis je zařazen mezi olympijské sporty od Letních olympijských her 1988.